# Ortodoxa kyrkan i Finland
Ortodoxa kyrkan i Finland (finska: Suomen ortodoksinen kirkko; kyrkslaviska: Финлѧндскаѧ правосла́внаѧ цр҃ковь; grekiska: Ορθόδοξη Εκκλησία της Φιλλανδίας) är en östortodox kristen kyrka som är en av Finlands två statskyrkor. Den är autonom under Konstantinopels ekumeniska patriarkat. 
Kyrkans överhuvud är för närvarande Elia, med titeln ärkebiskop över Helsingfors och hela Finland, med Uspenskijkatedralen i Helsingfors som domkyrka.
Det finns två ortodoxa kloster i Finland: munkklostret Valamo (nya) kloster och nunneklostret Lintula kloster, vilka båda ligger i Heinävesi i Savolax.

## Samfundet

Stift och församlingar i Finsk-ortodoxa kyrkan

I administrativt hänseende är finsk-ortodoxa kyrkan indelad i Karelska stiftet, Helsingfors stift och Uleåborgs stift. Biskopen i Helsingfors stift är samtidigt kyrkosamfundets ärkebiskop. Samtliga biskopar benämnes metropoliter. 
Finland är indelat i 25 östortodoxa församlingar, av vilka en del är mycket vidsträckta. De i territoriellt hänseende minsta församlingarna finner man i sydöstra Finland, där andelen östortodoxa är störst. Dagens situation beror delvis på andra världskriget, där mellanfreden i Moskva för Finlands del ledde till förlust av Karelen, Petsamo och ett stort område öster om Salla. Sammanlagt aderton församlingar i de avträdda områdena upplöstes år 1949 och ersattes av 14 nya så kallade återuppbyggda församlingar, vilka bildades för den evakuerade östortodoxa befolkningens andliga behov. Antalet kyrkor och bönehus (tjasovna; på finska tsasouna, på ryska часовня) är cirka 140.
När det gäller språk sker gudstjänster huvudsakligen på finska. En del av kyrkans kommuniteter firar också gudstjänster på andra språk som kyrkslaviska, grekiska, svenska, rumänska, engelska och arabiska.
Som en av mycket få östortodoxa kyrkor i världen följer den finsk-ortodoxa kyrkan den gregorianska kalendern, vilket betyder att den firar jul och påsk samma datum som västkyrkan.

## Utbredning
Finsk-ortodoxa kyrkan omfattar cirka 59 000 finländare, det vill säga ungefär en procent av landets befolkning. Motsvarande siffra för den evangelisk-lutherska kyrkan i Finland är 65,2 procent (2022). Det finns också 2 700 medlemmar utomlands. 
Finlands ortodoxa kyrka har en utlandsförsamling, Finska ortodoxa församlingen i Sverige. 

## Historia
Ortodoxa kristna har funnits i Karelen ända sedan området kristnades, vilket skedde österifrån och främst via klostren.
Då Finland år 1809 erövrades av Kejsardömet Ryssland och blev till Storfurstendömet Finland. I och med många inflyttade ryska statstjänstemän ökade antalet ortodoxa kraftigt. Ortodoxa kyrkan i Finland var en del av Sankt Petersburgs stift fram till 1892, då den kom att bilda eget stift med säte i Viborg. Under den tsarryska tiden förde Ryssland via den ortodoxa kyrkan en aktiv russifieringspolitik av de ortodoxa områdena, genom främst ortodoxa skolor som alltmer undervisade i ryska språket och det Karelska brödraskapet.

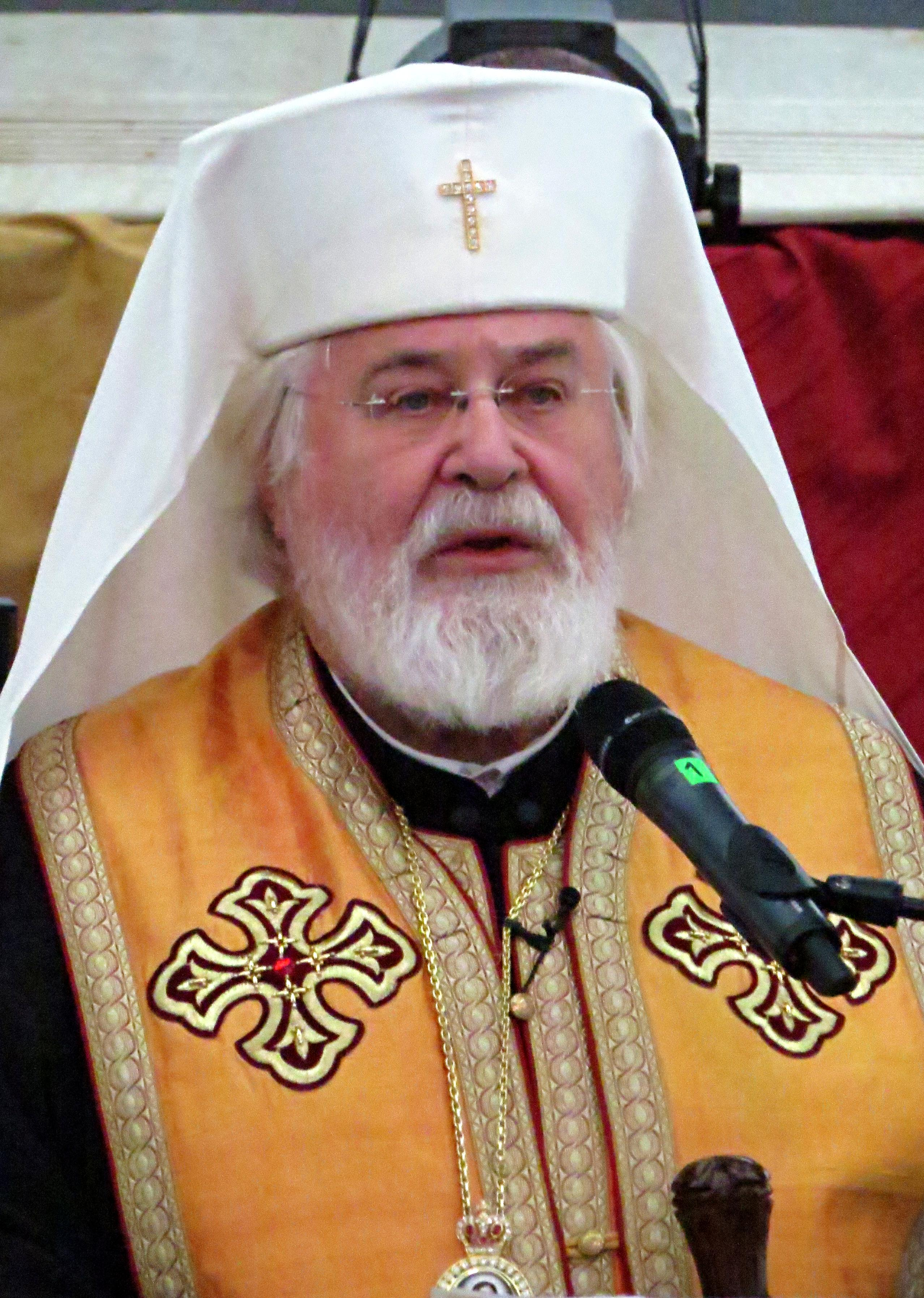
Finsk-ortodoxa kyrkans tidigare överhuvud, ärkebiskop emeritus Leo.

När Finland 1917 som en följd av ryska revolutionen blev självständigt var omkring 15 000 av Finlands omkring 63 000 östortodoxa ryssar. Stiftet var dock rysslett, och prästerna mestadels ryssar, men kontakten med den ryska kyrkan, som den ortodoxa kyrkan i Finland fortfarande var en del av, praktiskt taget upphörde. Redan 1918 antog den nya finska staten en aktiv politik för att skapa en ortodox kyrka som skulle betraktas som finsk, snarare än rysk, och man började stötta sin ortodoxa kyrka, som var fattig sedan banden österut kapats, både ekonomiskt och genom inrättande av ett statligt ortodoxt prästseminarium där ryska språket inte var tillåtet. Skälen till denna politik var delvis säkerhetspolitiska. Genom den förordning som utfärdades 26 november 1918, anses datumet som Finlands ortodoxa kyrkans grundningsdatum. Såväl den ortodoxa som den evangelisk-lutherska kyrkan i Finland har sedan dess status av inhemsk folkkyrka. Förordningen var delvis kopierad från de förhållanden som gällde den lutherska kyrkan, och bitvis var den dåligt anpassad till ortodoxa regler och praxis. År 1921 beviljade den ryske patriarken Tichon Finlands ortodoxa kyrka autonomi under Moskvapatriarkatet.
Större delen av landets ortodoxa kristna saknade egentlig relation till den ortodoxa kyrkolagen och var nöjda med utvecklingen, men eftersom ärkebiskop Serafim av Viborg ogillade den lag som kyrkan löd under såg regeringen honom som ett hinder. Man beslöt att balansera upp honom genom en hjälpbiskop. Till denna position valdes 1922 Herman Aav från Estland, med viss hjälp från regeringen. Ärkebiskopen ogillade valet och ämnade inte försöka få det godkänt av det ryska patriarkatet, varför regeringen såg det som än viktigare att den ortodoxa kyrkan, om den inte kunde bli autokefal, ändå bytte jurisdiktion och knöt sig till Konstantinopels ekumeniska patriarkat. Så skedde 1923, då Finlands ortodoxa kyrka blev autonom under Konstantinopel. Ärkebiskop Serafim ersattes, formellt på grund av för dåliga kunskaper i finska språket, och Herman valdes till ny ärkebiskop 1925. Han förblev kyrkans ende biskop ända till 1935.
Under andra världskriget miste Finland delar av Karelen till Sovjetunionen. Därmed miste den finsk-ortodoxa kyrkan 90% av sina egendomar. De flesta finska karelare tog sig efter krigsslutet över gränsen till Finland och kyrkan fick byggas upp på nytt. 1950–1960 byggdes åtskilliga kyrkor med kringbyggnader för statliga medel. 
1969 års kyrkolag ökade den ortodoxa kyrkans självständighet gentemot staten. Under senare halvan av 1900-talet har Finlands politik gentemot sin ortodoxa kyrka alltmer präglats av att man ser den som en tillgång rent kulturellt. Åsikten att den ortodoxa kyrkan i Finland borde söka autokefali har återkommit ett par gånger, men hittills inte lett någonvart.

## Organisation
Ortodoxa kyrkan i Finland är en autonom kyrka, det vill säga att den har inre självständighet men att ärkebiskopen utses av patriarken av Konstantinopel, som också erkänns som främst bland kyrkans biskopar. På så sätt utgör kyrkan en del av Konstantinopels ekumeniska patriarkat.
Kyrkan leds av ärkebiskopen och är indelad i tre stift: Helsingfors stift som också är säte för ärkebiskopen samt Uleåborgs stift och Kuopios och Karelens stift, som leds av varsin metropolit. I Helsingfors stift finns även en hjälpbiskop, biskopen av Fredrikshamn.

### Stiftsindelning och församlingar
De tre stiften är sedan 1 januari 2022 indelade i tio församlingar, med flera aktiva kapellförsamlingar. I tabellen nedan svarar församlingarnas numrering mot siffrorna i kartbilden, med Helsingsfors stift längst i söder på kartan, Kuopio och Karelens stift i öster och Uleåborg stift i norr.
| Helsingfors stift | Kuopio och Karelens stift | Uleåborgs stift | Karta                                                                  |
| --- | --- | --- | ---------------------------------------------------------------------- |
| Ärkebiskopen av Helsingfors och hela Finland, Elia. Biskopssäte är Uspenskiljkatedralen i Helsingfors. Biskop Sergei av Fredrikshamn, hjälpbiskop med säte i De heliga apostlarnas Petrus och Paulus ortodoxa kyrka i Fredrikshamn. | Metropolit Arseni av Kuopio och Karelen. Biskopssäte är Helige Nikolaus katedral i Kuopio.                                        | Vakant. Biskopssäte är Heliga Treenighetens katedral i Uleåborg.                                                       | Stifts- och församlingsindelningen i Ortodoxa kyrkan i Finland (2020). |
| Församlingar | | | Stifts- och församlingsindelningen i Ortodoxa kyrkan i Finland (2020). |
| 1. Helsingfors 2. Sydöstra Finland 3. Åbo | 1. Kuopio, biskopssäte 2. Jyväskylä 3. Saimen 4. Joensuu 4 a. Ilomantsii kapellförsamling 5. Taipale 5 a. Nurmes kapellförsamling | 1. Norra Finland 1 a.Lapplands kapellförsamling 1 b. Kajaani kapellförsamling 2. Tammerfors 2 a. Vasa kapellförsamling | Stifts- och församlingsindelningen i Ortodoxa kyrkan i Finland (2020). |
| Andra institutioner | | | Stifts- och församlingsindelningen i Ortodoxa kyrkan i Finland (2020). |
| | A. Prästseminariet i Joensuu B. Lintula kloster C. Valamo nya kloster D. Ortodoxa kyrkans i Finland museum                        | A. Skolternas församling i norra Lappland                                                                              | Stifts- och församlingsindelningen i Ortodoxa kyrkan i Finland (2020). |

## Biskopslängd
Biskopar som inte varit biskop av Finland har här utelämnats.
Under Moskvapatriarkatet:
- Antonij(fi) (1892–1898) [9]
- Nikolaj(fi) (1899–1905) [10]
- Sergej(en) (1905–1917) (patriark av Moskva 1943–1944)
- Serafim(no) (1918–1923) (biskop av Finland från 1918, ärkebiskop från 1921) [11]

Under Konstantinopels ekumeniska patriarkat:
- Herman (1923–1960)
- Paavali (1960–1987)
- Johannes (1987–2001)
- Leo (2001–2024)
- Elia (2024-)

## Kyrkor tillhörande Finsk-ortodoxa kyrkan (urval)

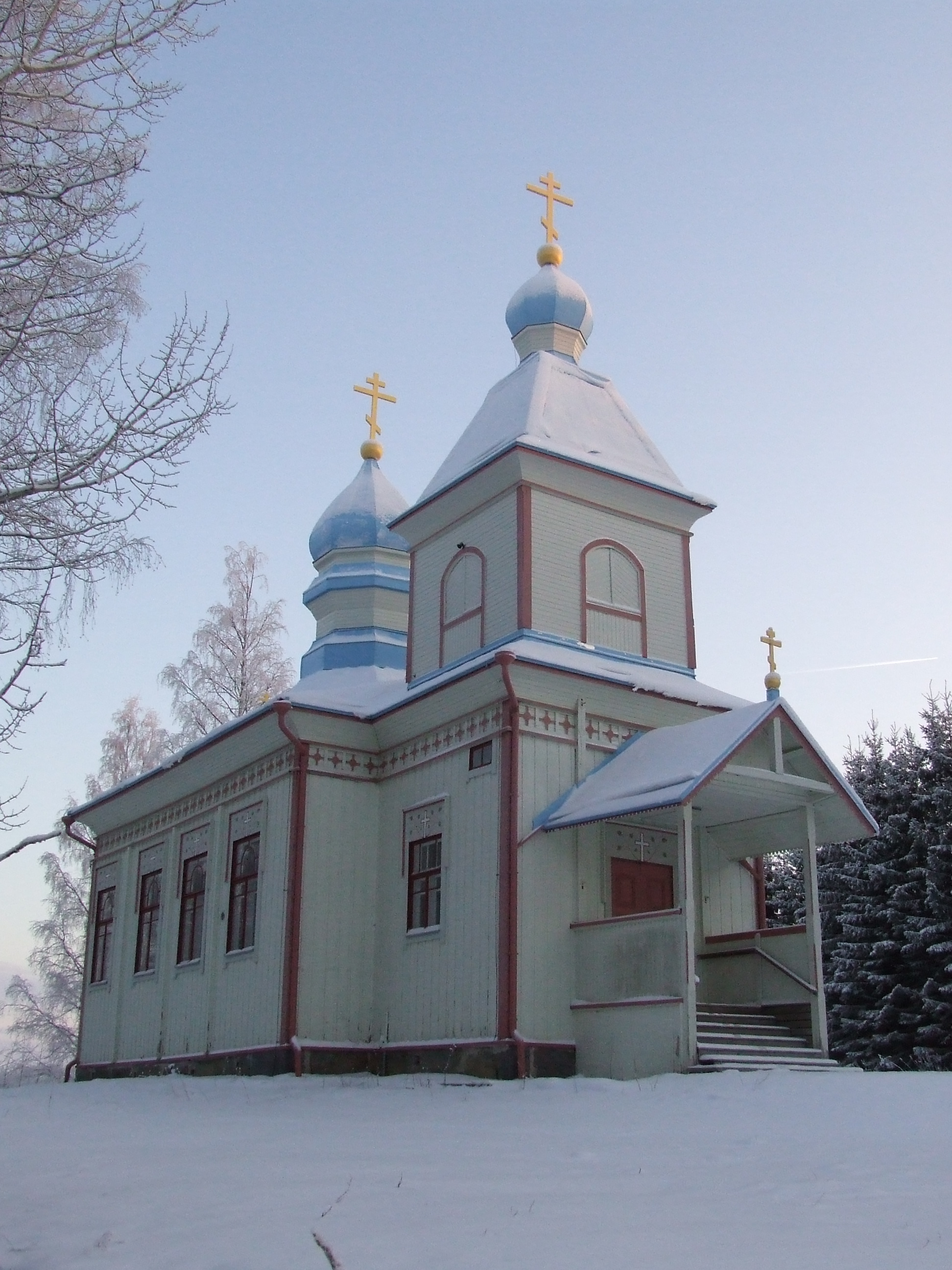
Sankta Hannas kyrka i Sonkajanranta.
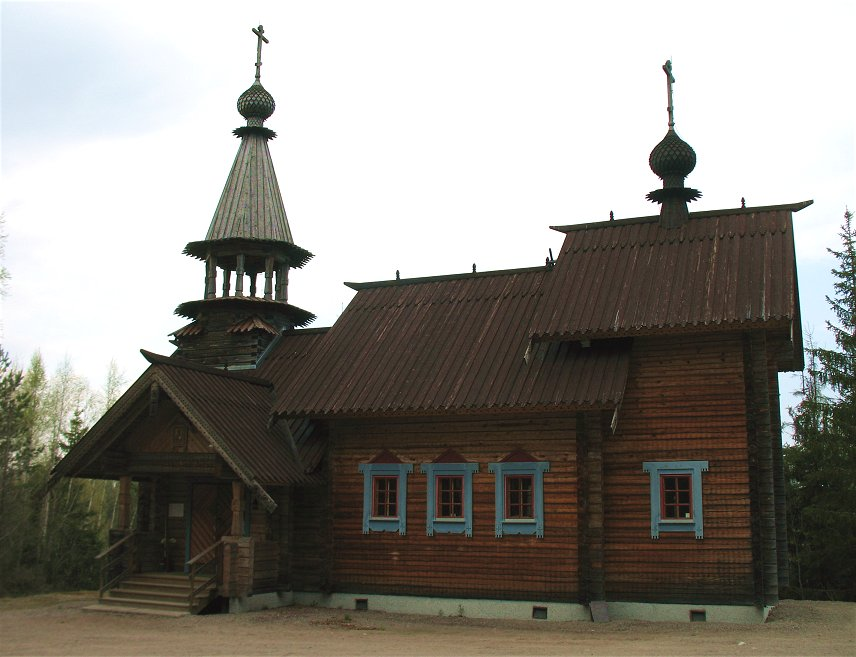
Klövskogs ortodoxa kyrka.
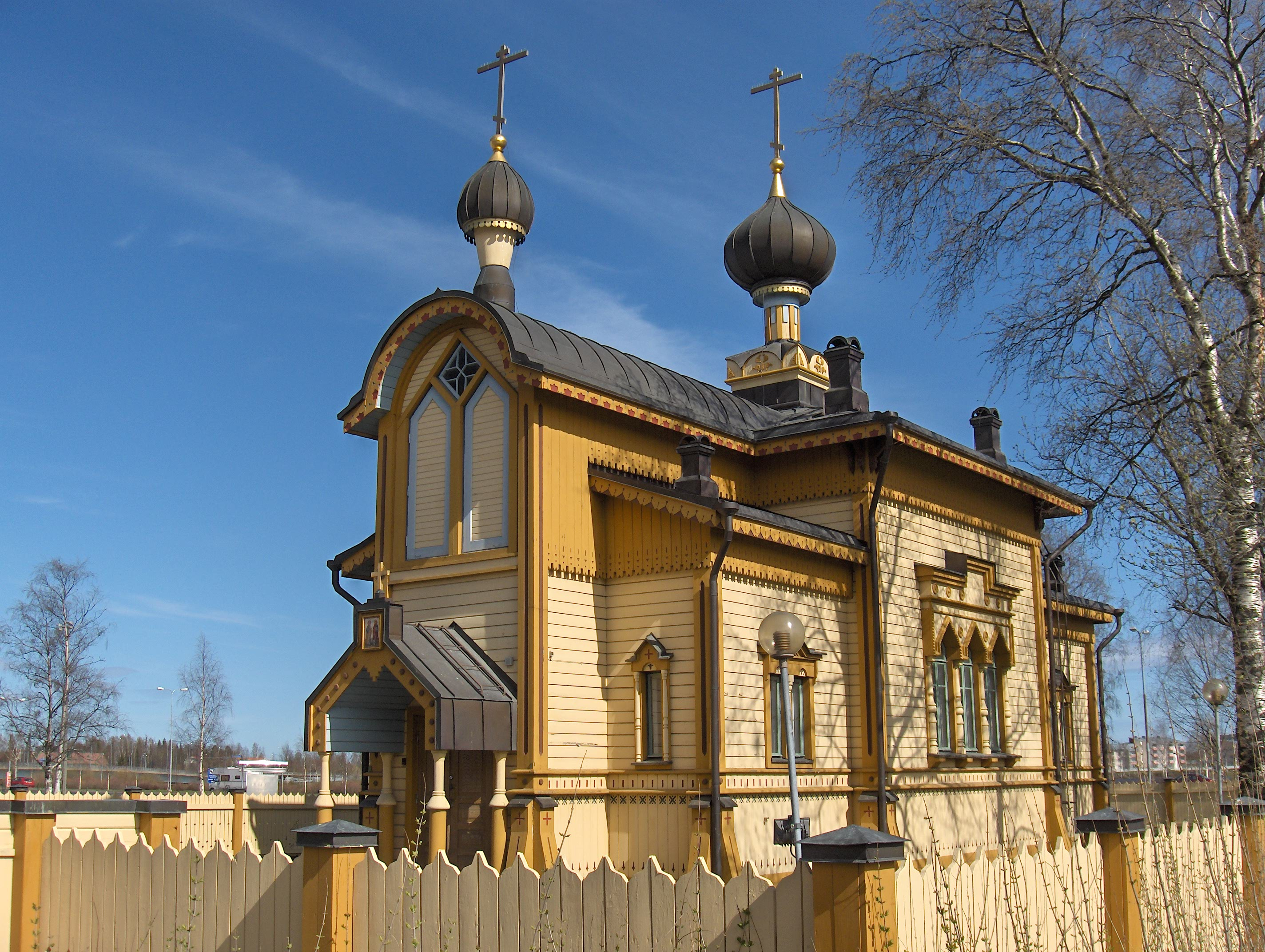
Heliga apostlarna Petrus och Paulus kyrka i Torneå.
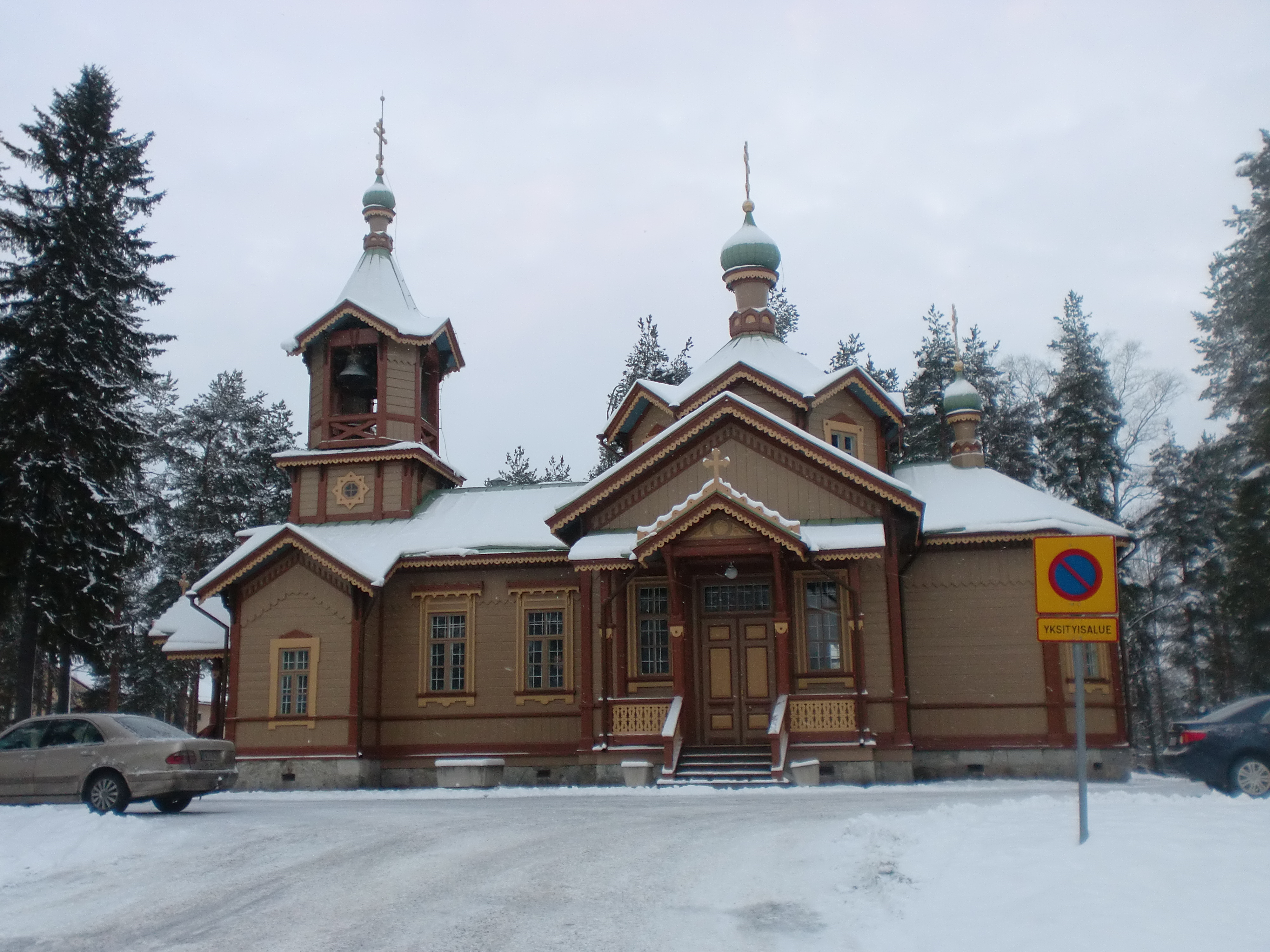
Sankt Nikolai kyrka i Joensuu.
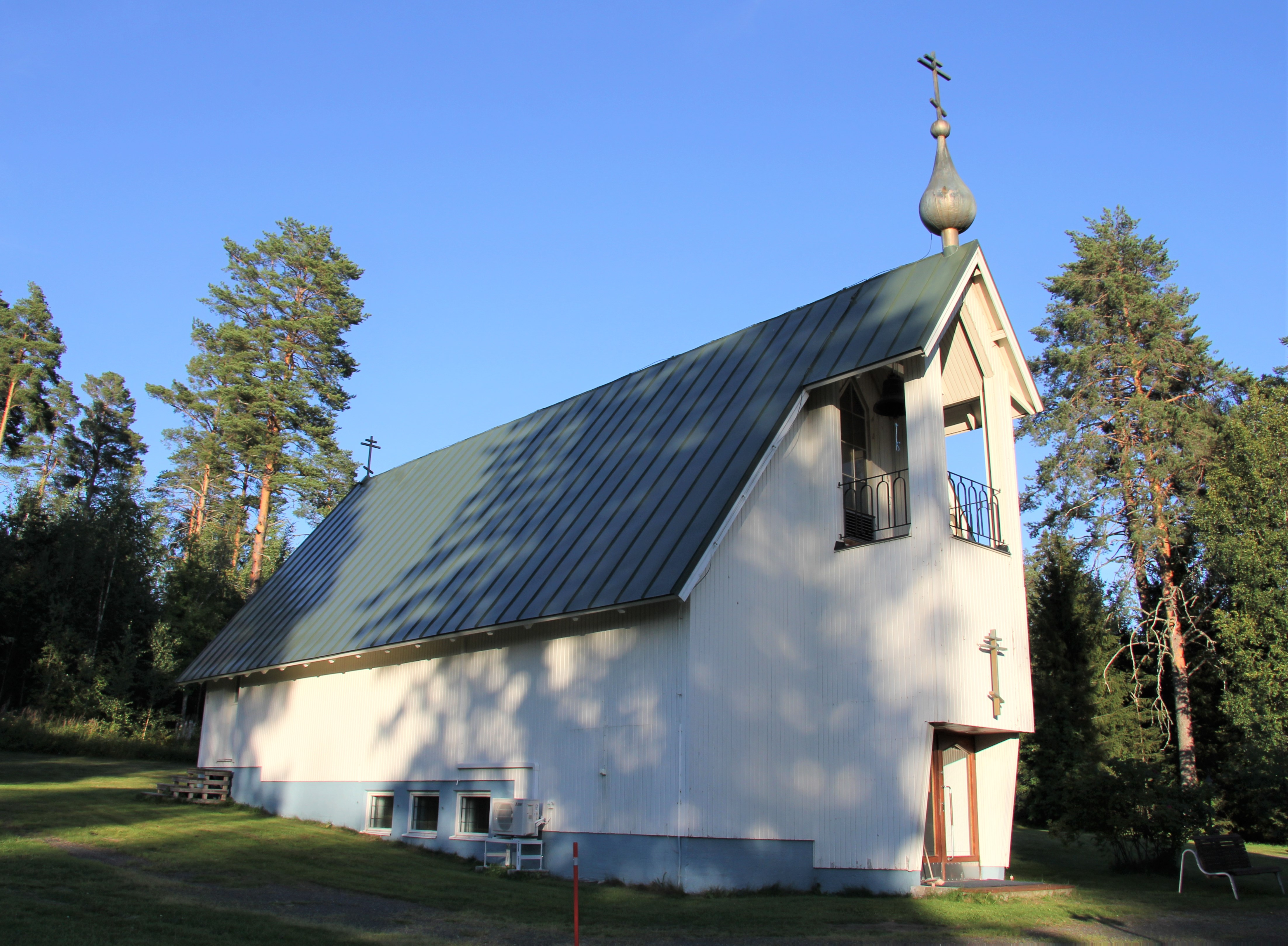
Maaninka ortodoxa kyrka.
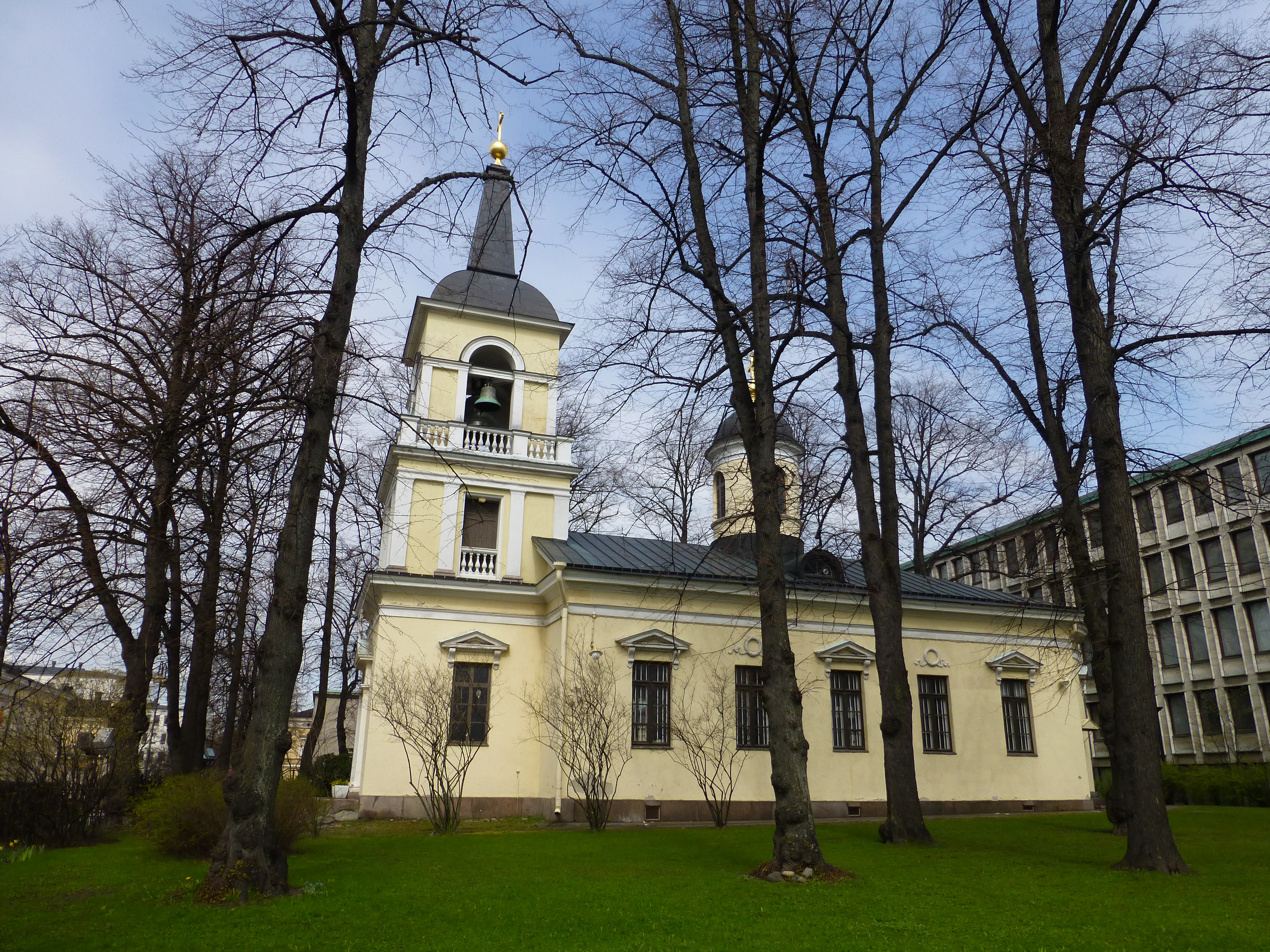
Heliga Treenighetskyrkan i Helsingfors.
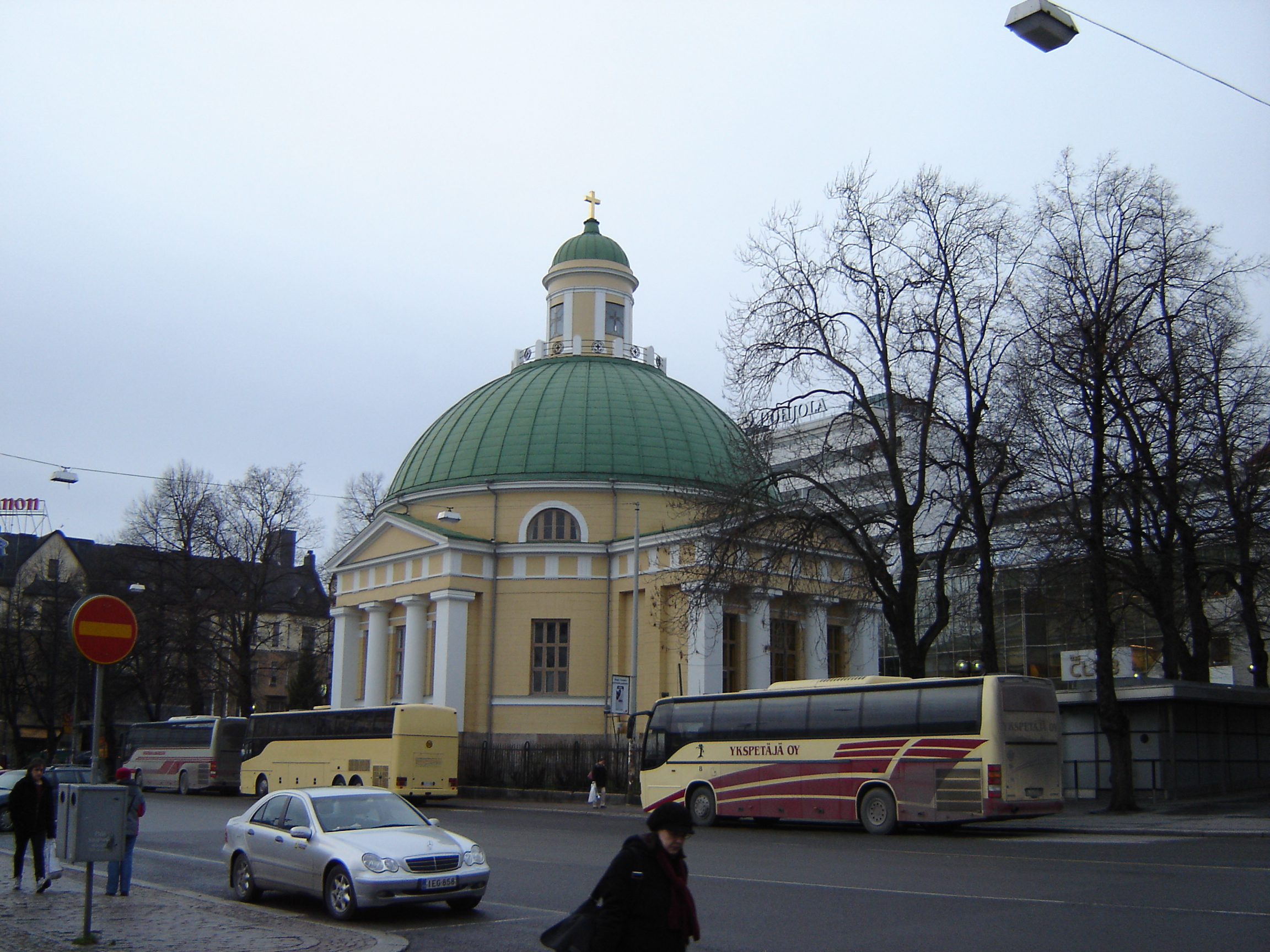
Åbo ortodoxa kyrka.